# Slovenski znakovni jezik
Slovenski znakovni jezik je znakovni jezik, ki ga uporabljajo osebe z okvaro sluha na območju Republike Slovenije.
Znakovni jezik je naravno sredstvo za sporazumevanje gluhih oseb. Te pri komunikaciji opazujejo in uporabljajo ustnice, mimiko obraza, lego in postavitev telesa ter predvsem premikajoče se prste. Znakovnega jezika ne uporabljajo le gluhi in naglušni, ampak po navadi tudi osebe v njihovem ožjem družinskem krogu in pa seveda tolmači, ki govorjeni jezik pretvarjajo v kretnje in obratno.
Točno število govorcev znakovnega jezika ni znano. Vsaka država (včasih pa celo določena pokrajina) ima svoj znakovni jezik. V Republiki Sloveniji velja Zakon o uporabi slovenskega znakovnega jezika (ZUSZJ), ki daje gluhim pravico do uporabe znakovnega jezika na vseh življenjskih področjih.
Tudi znotraj znakovnega jezika se izoblikujejo narečja in različne socialne zvrsti jezika.
Slovenski znakovni jezik ima svojo strukturo, ki pa ni enaka slovenskemu govornemu jeziku, kar pomeni, da slovenščine ne moremo dobesedno prevajati v kretnje in kretanje.

## Zgodovina slovenskega znakovnega jezika
Znakovni jezik se je razvil iz potrebe gluhih ljudi po tem, da ostalim izrazijo svoje želje in misli. Velja za najstarejšo obliko sporazumevanja. Začetke znakovnega jezika je opisal že Platon.
Že leta 1840 je bil v Gorici ustanovljen slovensko-italijanski zavod za gluhe otroke in je deloval do prve svetovne vojne. Druga šola za gluhe je bila samostanska šola v Šmihelu pri Novem mestu, kjer je pouk potekal po oralni metodi, kretanje pa je bilo prepovedano. Vse do osemdesetih let dvajsetega stoletja so strokovnjaki zagovarjali učenje sporazumevanja v govornem jeziku in branja z ustnic. V osemdesetih letih se je tudi v Sloveniji razširila uporaba kretenj.
Prve tečaje znakovnega jezika je organizirala Zveza gluhih in naglušnih. Leta 1990 je bil izdan prvi del priročnika za učenje kretalnega jezika, kasneje pa še drugi del.
Leta 2002 je bil sprejet Zakon o uporabi slovenskega znakovnega jezika.

## Oblike znakovnega jezika v Sloveniji
V Sloveniji poznamo tri oblike znakovnega jezika: slovenski znakovni jezik, znakovno podprt slovenski jezik in natančno kretano slovenščino.
Slovenski znakovni jezik je pogovorni jezik gluhih. Pri le-tem se pojavlja problem standardizacije, saj se znotraj znakovnega jezika pojavljajo generacijske in regionalne razlike.
Znakovno podprt slovenski jezik je dobeseden prevod slovenskega jezika. Uporablja se ga predvsem v javnih institucijah, a ima manjšo sporočilnost kot slovenski znakovni jezik.
Natančno kretana slovenščina je različica, ki se uporablja pri šolskem delu. Sledi slovenskemu besednemu redu z dodajanjem končnic in sklonov s pomočjo enoročne prstne abecede. Natančno kretana slovenščina se ne uporablja v vsakdanjem življenju.

## Izobraževanje tolmačev in Šola za tolmače
Izobraževanje za tolmača znakovnega jezika poteka na več stopnjah, na koncu pa mora kandidat za tolmača znakovnega jezika opraviti izpit.
Tečaje znakovnega jezika organizirata Zavod gluhih in naglušnih Ljubljana in Združenje tolmačev za slovenski znakovni jezik. Obsegajo pet stopenj: začetna tečaja I. in II. stopnje in nadaljevalni tečaj III., IV. in V. stopnje. Posamezna stopnja traja 40 ur, ob koncu vsake stopnje pa mora kandidat opraviti preizkus znanja pred komisijo.
Tečaje znakovnega jezika izvajajo tudi na nekaterih fakultetah. Šola za tolmače je dvoletni program, ki ga organizira Zavod za združenje tolmačev slovenskega znakovnega jezika. Obiskovanje šole za tolmače ni pogoj za opravljanje tolmaškega izpita. Pogoj za vpis v Šolo za tolmače je končana srednješolska splošna ali strokovna izobrazba in znanje znakovnega jezika na nivoju končanega nadaljevalnega tečaja.

## Poklic tolmača
Za poklic tolmača je potrebno opraviti zaključni izpit pred komisijo, na katerem se tolmači kretnje neke gluhe osebe v govorni jezik in obratno. Poleg izpita pa se od kandidata za tolmača zahteva tudi zdravniško potrdilo in izkazane določene psiho-fizične lastnosti: strpnost, veselje do dela z ljudmi, sposobnost vživljanja v druge (empatija), spoštovanje človekovega dostojanstva, sprejemanje drugačnih, čustvena in osebnostna stabilnost itd. Danes je v Sloveniji 45 tolmačev slovenskega znakovnega jezika.